# Arctia lacticolor
Arctia lacticolor là một loài bướm đêm thuộc phân họ Arctiinae, họ Erebidae.